# Tuanku Abdul Rahman ibni Almarhum Tuanku Muhammad
Tuanku Abdul Rahman ibni Almarhum Tuanku Muhammad (ur. 24 sierpnia 1895, zm. 1 kwietnia 1960) – pierwszy malezyjski Yang di-Pertuan Agong (tłumaczone jako król) od 31 sierpnia 1957 do śmierci.